# Saison 18 de South Park
Chronologie
Saison 17 Saison 19
La dix-huitième saison de la série télévisée d’animation américaine South Park a été diffusée entre le 24 septembre 2014 et le 9 décembre 2014 sur la chaîne américaine Comedy Central. La saison, comporte 10 épisodes.
C'est la première saison de la série à relier tous ses épisodes entre eux avec des intrigues et gags récurrents (notamment la double-identité de Randy Marsh en tant que Lorde), ce qui deviendra linéaire dans les deux saisons suivantes.
En fin d’année 2015, une fois le doublage français de la saison 17 terminé, l’adaptation de la saison 18 a tout de suite débuté. Toutefois, après tout juste 5 épisodes traduits (mais pas doublés), MTV France a décidé d’annuler les enregistrements de cette saison initialement prévus pour novembre 2015.

## Épisodes
| № | #  | Titre                                     | Réalisation | Scénario    | Audiences     | Première diffusion |
| --- | -- | ----------------------------------------- | ----------- | ----------- | ------------- | ------------------ |
| 248 | 1  | Va te faire financer Go Fund Yourself     | Trey Parker | Trey Parker | 2,40 millions | 24 septembre 2014  |
| Afin de ne plus être obligés d’aller à l’école ou de faire quoi que ce soit, Stan, Kyle, Cartman, Kenny et Butters décident de créer leur startup en utilisant Kickstarter pour la financer. |    |                                           |             |             |               |                    |
| 249 | 2  | Ebola sans gluten Gluten Free Ebola       | Trey Parker | Trey Parker | 2,24 millions | 1er octobre 2014   |
| M. Mackey agace tout le monde à propos de son régime alimentaire sans gluten. Après avoir été témoins des risques liés au gluten, les habitants décident de renoncer aux aliments dans lesquels il est présent. |    |                                           |             |             |               |                    |
| 250 | 3  | Phénomène transgenre The Cissy            | Trey Parker | Trey Parker | 2,02 millions | 8 octobre 2014     |
| Dans le but d’utiliser les toilettes des filles pour échapper aux toilettes bondées des garçons, Cartman annonce qu’il est transgenre. Pendant ce temps, Randy se démène avec sa double identité de Lorde. |    |                                           |             |             |               |                    |
| 251 | 4  | Handicar                                  | Trey Parker | Trey Parker | 1,73 million  | 15 octobre 2014    |
| Le nouveau service de transport de Timmy destiné à recueillir des fonds pour le camp d’été lui fait beaucoup d’ennemis. |    |                                           |             |             |               |                    |
| 252 | 5  | Le buisson ardent The Magic Bush          | Trey Parker | Trey Parker | 1,73 million  | 29 octobre 2014    |
| Cartman, Kenny et Butters utilisent le drone du père de ce dernier pour espionner les habitants de South Park. Ils filment la mère de Craig en train de se déshabiller. Cartman met ensuite la vidéo sur Internet et tout le monde se moquent des poils pubiens de la mère de Craig. Stephen Stotch croit que son drone vole tout seul car seul Butters en a accès et celui-ci ne peut l’utiliser sans sa supervision. Butters se sent coupable et dit à Cartman dans les toilettes de l’école qu'ils devraient avouer. Kyle qui était dans les toilettes aussi entend leur conversation. |    |                                           |             |             |               |                    |
| 253 | 6  | Jeux gratuits payants Freemium Isn't Free | Trey Parker | Trey Parker | 1,70 million  | 5 novembre 2014    |
| Stan devient accro au nouveau jeu sur mobile produit par le Canada, mettant en scène Terrance et Philippe. L’application est dite « gratuite » mais propose de dépenser de l’argent pour progresser dans le jeu. Parallèlement, Terrance et Phillipe ne sont pas d’accord sur le fait de soutirer de l’argent aux consommateurs en utilisant un tel procédé. |    |                                           |             |             |               |                    |
| 254 | 7  | Réalité augmentée Grounded Vindaloop      | Trey Parker | Trey Parker | 1,66 million  | 12 novembre 2014   |
| Cartman a acheté l’Oculus Rift et les enfants ne savent plus s’ils sont dans le monde réel ou dans le monde virtuel. |    |                                           |             |             |               |                    |
| 255 | 8  | Cock Magic                                | Trey Parker | Trey Parker | 1.69 million  | 19 novembre 2014   |
| Kenny excelle dans le jeu de carte Magic : l'assemblée où les combats de coqs font rage dans les milieux underground. Randy, pensant qu’il s’agit de "cock magic" ("cock" veut aussi dire "bite" en anglais), refait ses numéros de "magic cock". |    |                                           |             |             |               |                    |
| 256 | 9  | #RT #REHASH                               | Trey Parker | Trey Parker | 2.10 millions | 3 décembre 2014    |
| Ike ne veut plus jouer avec Kyle à Call of Duty et préfère regarder des personnes jouant et commentant le jeu sur YouTube. |    |                                           |             |             |               |                    |
| 257 | 10 | #Hologrammes #HappyHolograms              | Trey Parker | Trey Parker | 1.66 million  | 10 décembre 2014   |
| Les hologrammes de stars décédées envahissent la télévision : le monde court à la catastrophe dont il ne pourrait jamais se relever... |    |                                           |             |             |               |                    |